# Mötzingen
Mötzingen là một xã nằm ở huyện Böblingen, thuộc bang Baden-Württemberg, Đức.